# Оранки
Оранки (рос. Оранки) — село в Богородському районі Нижньогородської області Російської Федерації.
Населення становить 618 осіб. Входить до складу муніципального утворення Хвощовська сільрада.

## Історія
Від 2004 року входить до складу муніципального утворення Хвощовська сільрада.

## Населення
| 1999 | 2002 | 2010 |
| ---- | ---- | ---- |
| 718  | ↘684 | ↘618 |